# Ponte di Legno
Ponte di Legno – miejscowość i gmina we Włoszech, w regionie Lombardia, w prowincji Brescia.
Według danych na rok 2011 gminę zamieszkiwały 1773 osoby, 17,7 os./km².

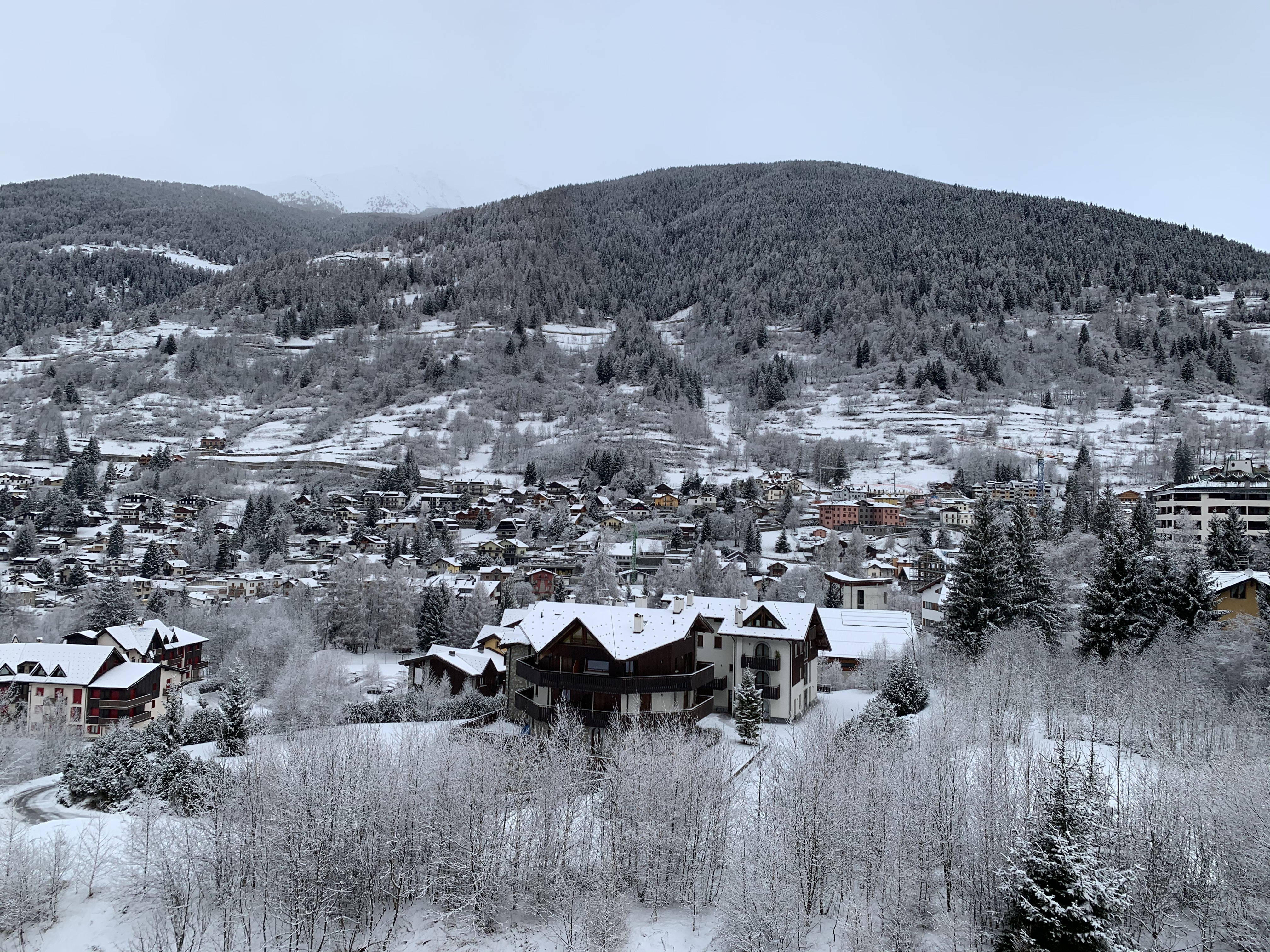
Ponte di Legno zimą